# 1440
1440（千四百四十、一四四〇、せんよんひゃくよんじゅう）は、自然数また整数において、1439の次で1441の前の数である。

## 性質
- 1440は合成数であり、約数は1, 2, 3, 4, 5, 6, 8, 9, 10, 12, 15, 16, 18, 20, 24, 30, 32, 36, 40, 45, 48, 60, 72, 80, 90, 96, 120, 144, 160, 180, 240, 288, 360, 480, 720, 1440である。
  - 約数の和は4914。
  - 約数を36個もつ2番目の数である。1つ前は1260、次は1800。
  - 約数の積の値がそれ以前の数を上回る39番目の数である。1つ前は1260、次は1680。(オンライン整数列大辞典の数列 A034287)
- 16番目の高度トーティエント数である。1つ前は1152、次は2880。
- 1440 = 180 × 8
  - 1440°= 8π (rad)。1つ前の7πは1260°、次の9πは1620°。
  - 角度の4周は1440°である。
  - 十角形の内角の和は1440°である。1つ前の九角形は1260°、次の十一角形は1620°。
- 1440 = 10 × 144 = 10 × 122
  - 1440個 = 10グロス。
- 316番目のハーシャッド数である。1つ前は1431、次は1450。
  - 9を基とする90番目のハーシャッド数である。1つ前は1431、次は1503。
- 1440 = 25 × 32 × 5
  - 3つの異なる素因数の積で p 5 × q 2 × r の形で表せる最小の数である。次は2016。(オンライン整数列大辞典の数列 A179691)
- 14402 + 1 = 2073601 であり、n 2 + 1が素数になる158番目の数である。1つ前は1434、次は1456。(オンライン整数列大辞典の数列 A005574)
- 1440 = 24 × σ(24) (ただし σ は約数関数)
  - n = 24 のときの n × σ(n) の値とみたとき1つ前は552、次は775。(オンライン整数列大辞典の数列 A064987)
- 1440 = 91 + 102 + 113 = (11 − 1) × (11 + 1)2 = 113 + 112 − 11 − 1
  - n = 11 のときの n 3 + (n − 1)2 + (n − 2) の値とみたとき1つ前は1089、次は1859。(オンライン整数列大辞典の数列 A152619)
- 1440 = 31 + 42 + 53 + 64
  - n = 3 のときの n 1 + (n + 1)2 + (n + 2)3 + (n + 3)4 の値とみたとき1つ前は700、次は2646。
- 1440 = 42 + 202 + 322 = 162 + 202 + 282
  - 異なる3つの平方数の和2通りで表せる235番目の数である。1つ前は1435、次は1444。(オンライン整数列大辞典の数列 A025340)
- 1440 = 2 × 6!
  - n = 6 のときの 2n! の値とみたとき1つ前は240、次は10080。(オンライン整数列大辞典の数列 A052849)
- 1440 = 382 − 4
  - n = 38 のときの n 2 − 4 の値とみたとき1つ前は1365、次は1517。(オンライン整数列大辞典の数列 A028347)
- 1440 = 392 − 81
  - n = 39 のときの n 2 − 81 の値とみたとき1つ前は1363、次は1519。(オンライン整数列大辞典の数列 A098850)
- 約数の和が1440になる数は21個ある。(552, 570, 594, 616, 790, 826, 874, 885, 957, 958, 969, 1015, 1045, 1077, 1195, 1253, 1343, 1349, 1357, 1439) 約数の和21個で表せる最小の数である。次は2016。
  - 約数の和が1440より小さな数で21個以上ある数はない。1つ前は720 (15個) 、次は2880 (29個)。

## その他 1440 に関連すること
- 西暦1440年
- 1日は1440分（24×60）である。
- STVラジオの周波数は1440kHz（札幌本局、室蘭局、苫小牧局）。
- 国鉄1440形蒸気機関車
- IBM 1440
- 4回転ジャンプを「フォーティーン・フォーティ」という。これは、1440°を「14」と「40」に分けて呼んだ語。
- 国際連合安全保障理事会決議1440